# Corning (Wisconsin)
Corning è un comune degli Stati Uniti, situato in Wisconsin, nella Contea di Lincoln.